# Don't Blow Your Top
Don't Blow Your Top? es el tercer álbum de KMFDM, lanzado por Metropolis Records en 1988.
Una reedición remasterizada de Don't Blow Your Top? fue lanzado el 12 de septiembre de 2006, con nuevas notas y fotos de la banda.

## Lista de canciones

### Vinilo, casete
1. "No Meat-No Man" (Sascha Konietzko, Raymond Watts, En Esch) – 3:52
2. "Don't Blow Your Top" (Konietzko, Watts, Esch) – 3:40
3. "Disgust (12" Version)" (Konietzko, Watts, Esch) – 4:28
4. "Oh Look" (Konietzko, Esch) – 2:40
5. "King Kong Dub (Rubber Mix)" (Konietzko, Esch, Jr. Blackmail – 2:02
6. "Killing" (Konietzko, Esch) – 5:20
7. "What a Race" (Konietzko, Esch) – 3:37
8. "No News" (Konietzko, Esch) – 4:30
9. "Oh Look II" – 2:38

### CD
1. "No Meat-No Man" – 3:49
2. "Don't Blow Your Top" – 3:37
3. "Killing" – 5:23
4. "Disgust" – 5:25
5. "Oh Look" – 2:37
6. "King Kong Dub (Rubber Mix)" – 2:00
7. "What a Race" – 3:35
8. "No News" – 4:30
9. "Tod Durch Bongo-Bongo" (Konietzko, Esch) – 6:33
10. "Killing (For Your Sampling Kit)" – 8:32
11. "Oh Shit" (Konietzko, Esch) – 4:48

## Personal
- Sascha Konietzko - contrabajo, voz, guitarra, sintetizadores , programación
- En Esch - voz, guitarras, tambores, programación
- Raymond Watts - voz, programación
- Jr. Blackmail - voz ( "Lufthans")